# 13489 Dmitrienko
13489 Dmitrienko è un asteroide della fascia principale. Scoperto nel 1982, presenta un'orbita caratterizzata da un semiasse maggiore pari a 3,0127521 UA e da un'eccentricità di 0,1161927, inclinata di 9,14349° rispetto all'eclittica.